# Пирс Лепаж
Пирс Лепаж (енгл. Pierce LePage; Витби (Онтарио), 22. јануар 1996.) канадски је атлетичар који се такмичи у десетобоју. Он је Светски шампион 2023. и освајач сребрне медаље 2022. Лепаж је представљао Канаду на Олимпијским играма 2020. где је завршио на петом месту.

## Каријера

### Почетак каријере
Пирс је почео да се бави атлетиком са 12 година и десетобојем са 17 година. 2015. је оборио канадски јуниорски рекорд у десетобоју.

### Светско првенство и олимпијски деби
У јуну сезоне 2019, Лепаж је постигао 8.453 поена у победи на Декастар митингу у Таленсу. На Светском првенству 2019. у Дохи завршио је као пети у десетобоју са резултатом 8.445. 
На Олимпијским играма 2020. у Токију Лепаж је био на трећем месту након првог дана десетобоја. На крају је завршио на петом месту, иако је постигао нови лични рекорд.

### Светско сребро и злато
Лепаж је на Светском првенству 2022. освојио сребрну медаљу са новим личним рекордом од 8.701 поеном.
На Хипо-Митингу 2023. Лепаж је поставио нове личне рекорде у трци на 100 м и у бацању копља, победивши испред Демијана Ворнера. Такмичећи се на Светском првенству 2023. Лепаж је после првог дана десетобоја био на другом месту испред Ворнера и Леа Нојгебауера. Лепаж је почео други дан са новим личним рекордом 13,77 у трци на 110 м са препонама, да би на крају узео златну медаљу у завршном пласману десетобојаца. Његових 8.909 поена био је нови лични рекорд, шести у историји десетобоја.
Лепаж је задобио дискус хернију у априлу 2024. Првобитно се предвиђало да ће моћи да се опорави на време за учешће на Олимпијским играма 2024. у Паризу, али је на крају био приморан да се повуче са такмичења крајем јула. Рекао је да ће бити подвргнут операцији уочи сезоне 2025.

## Лични рекорди
| Дисциплина         | Резултат           | Место       | Датум            | Поена       |
| ------------------ | ------------------ | ----------- | ---------------- | ----------- |
| Десетобој          | 8.909 поена        | Будимпешта  | 26. август 2023. | 8.909 поена |
| 100 метара         | 10.28 (+1.5 м/с)   | Гецис       | 27.мај 2023.     | 1.028 поена |
| Скок удаљ          | 7.87 м (+2.5 м/с)  | Таланс      | 22. јун 2019.    | 1.027 поена |
| Бацање кугле       | 15.99 м            | Лос Анђелес | 22. април 2023.  | 851 поена   |
| Скок увис          | 2.09 м             | Гецис       | 27. мај 2017.    | 887 поена   |
| 400 метара         | 46.84 с            | Јуџин       | 23. јул 2022.    | 966 поена   |
| 110 метара препоне | 13.77 с (+0.2 м/с) | Будимпешта  | 26. август 2023. | 1.004 поена |
| Бацање диска       | 53.26 м            | Јуџин       | 24. јул 2022.    | 939 поена   |
| Скок мотком        | 5.25 м             | Таланс      | 23. јун 2019.    | 988 поена   |
| Бацање копља       | 63.09 м            | Гецис       | 28. мај 2023.    | 784 поена   |
| 1.500 метара       | 4:31.85            | Токио       | 5. август 2021.  | 733 поена   |

## Међународна такмичења
| Година                | Такмичење             | Место                   | Позиција              | Дисциплина            | Резултат              | Белешка               |
| Представљајући Канаду | Представљајући Канаду | Представљајући Канаду   | Представљајући Канаду | Представљајући Канаду | Представљајући Канаду | Представљајући Канаду |
| --------------------- | --------------------- | ----------------------- | --------------------- | --------------------- | --------------------- | --------------------- |
| 2018                  | Игре Комонвелта       | Гоулд Коуст, Аустралија | 2.                    | Десетобој             | 8.171 поен            |                       |
| 2019                  | Панамериче игре       | Лима, Перу              | 3.                    | Десетобој             | 8.161 поен            |                       |
| 2019                  | Светско првенство     | Доха, Катар             | 5.                    | Десетобој             | 8.445 поена           |                       |
| 2021                  | Олимпијске игре       | Токио, Јапан            | 5.                    | Десетобој             | 8.604 поена           |                       |
| 2022                  | Светско првенство     | Јуџин, САД              | 2.                    | Десетобој             | 8.701 поен            |                       |
| 2023                  | Светско првенство     | Будимпешта, Мађарска    | 1.                    | Десетобој             | 8.909 поена           |                       |